# Danny Brubeck
Daniel Peter Brubeck (Oakland, 4 mei 1955) is een Amerikaanse jazzdrummer.

## Carrière
Brubeck is afkomstig uit een muzikale familie. Zijn vader is de jazzlegende Dave Brubeck, zijn broers zijn de muzikanten Darius, Chris en Matthew Brubeck. Als kind en jeugdige kreeg hij drumonderricht. Hij bezocht het Berklee College of Music, waar hij bij Joe Morello en Alan Dawson studeerde. Vanaf 1972 was hij met zijn familie en andere muzikanten onderweg in Two Generations of Brubeck (Brother, the Great Spirit Made Us All, 1974), in 1978 alleen met vader en broers in The New Brubeck Quartet (Live at Montreux).
Met zijn band The Dolphins nam hij drie album op en was hij internationaal op tournee. Ook toerde hij met het kwartet van zijn vader, maar behoorde ook tot het Darius Brubeck Ensemble. Met Andy LaVerne en zijn broer Chris trad hij al in 1972 op in het Brubeck LaVerne Trio. Sinds 1999 speelde hij met beide muzikanten in het Brubeck Brothers Projekt. Ook leidde hij zijn eigen Dan Brubeck Quartet, waarmee hij op het album Celebrating the Music and Lyrics of Dave and Iola Brubeck aan de werken van zijn ouders herinnert.
Verder begeleidde hij David Benoit, Gerry Mulligan en Paul Desmond en speelde hij met The Band. Hij is ook te horen op albums van Larry Coryell, Livingston Taylor, Michael Franks, Frederica von Stade (Across Your Dreams) en Roy Buchanan.

## Discografie
- 1973: Two Generations of Brubeck (Columbia Records)
- 1986: Brubeck-Laverne Trio: See How It Feels (Blackhawk Records)
- 1993: Trio Brubeck (MusicMasters) met Dave en Chris Brubeck)
- 1992: The Dolphins: Old World New World (DMP)
- 1997: Dave Brubeck met Darius, Chris, Dan en Matthew Brubeck: In Their Own Sweet Way
- 2015: Celebrating the Music and Lyrics of Dave & Iola Brubeck: Live From The Cellar (Blue Forest) met Steve Kaldestad, Tony Foster, Adam Thomas)

- Gemeinsame Normdatei: 13489894X
- International Standard Name Identifier: 0000 0000 5553 8802
- Library of Congress Control Number: n87801930
- MusicBrainz: 1147e925-3ba9-4712-8907-7527ee65c931
- Virtual International Authority File: 67982851
- WorldCat: E39PBJw4xqQ39HvbV9rgDb4THC